# Polystoechotes gazullai
Polystoechotes gazullai is een insect uit de familie van de Polystoechotidae, die tot de orde netvleugeligen (Neuroptera) behoort. 
Polystoechotes gazullai is voor het eerst wetenschappelijk beschreven door Navás in 1924.